# Suregada multiflora
Suregada multiflora là một loài thực vật có hoa trong họ Đại kích. Loài này được (A.Juss.) Baill. miêu tả khoa học đầu tiên năm 1858.

## Hình ảnh

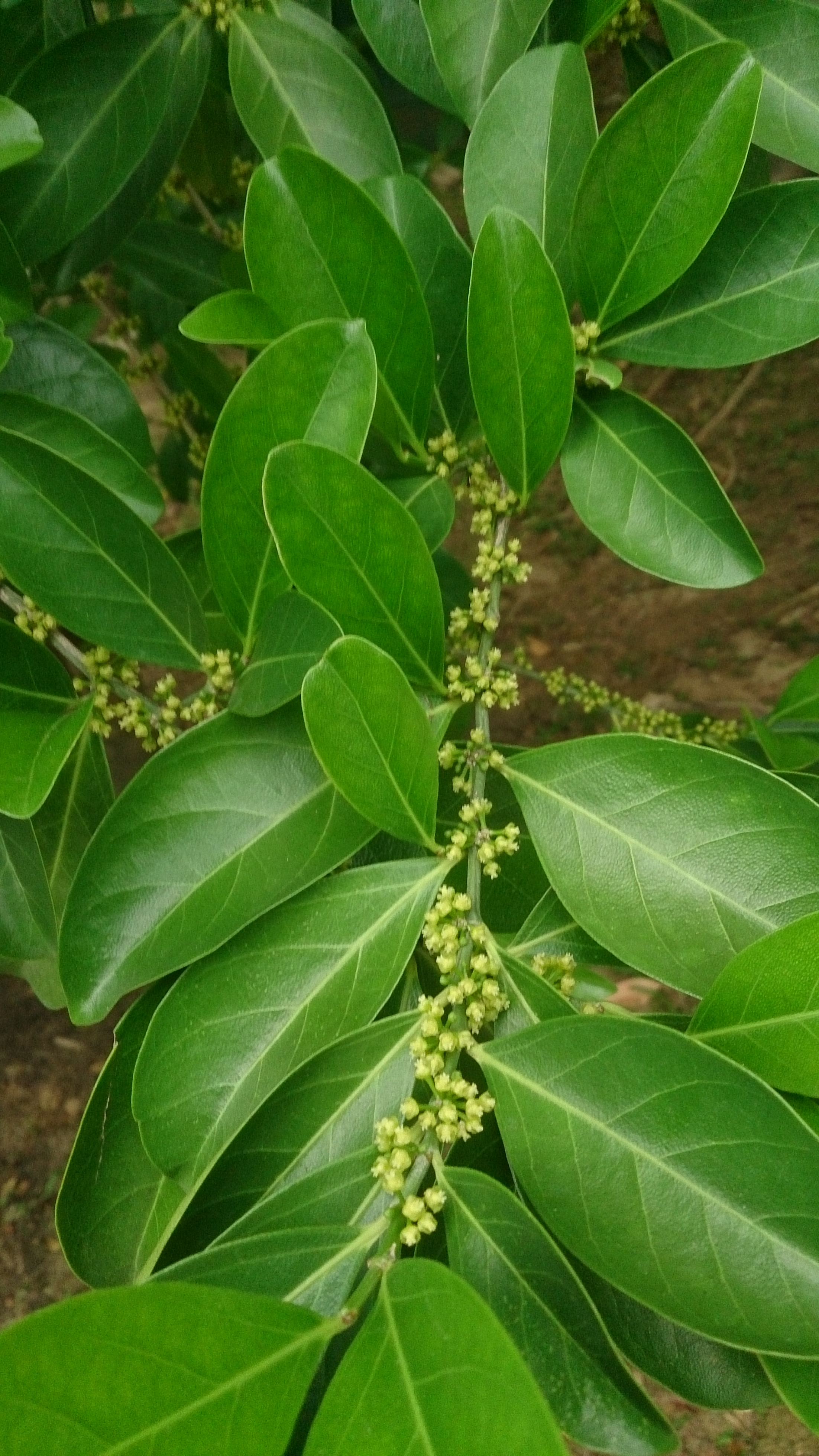
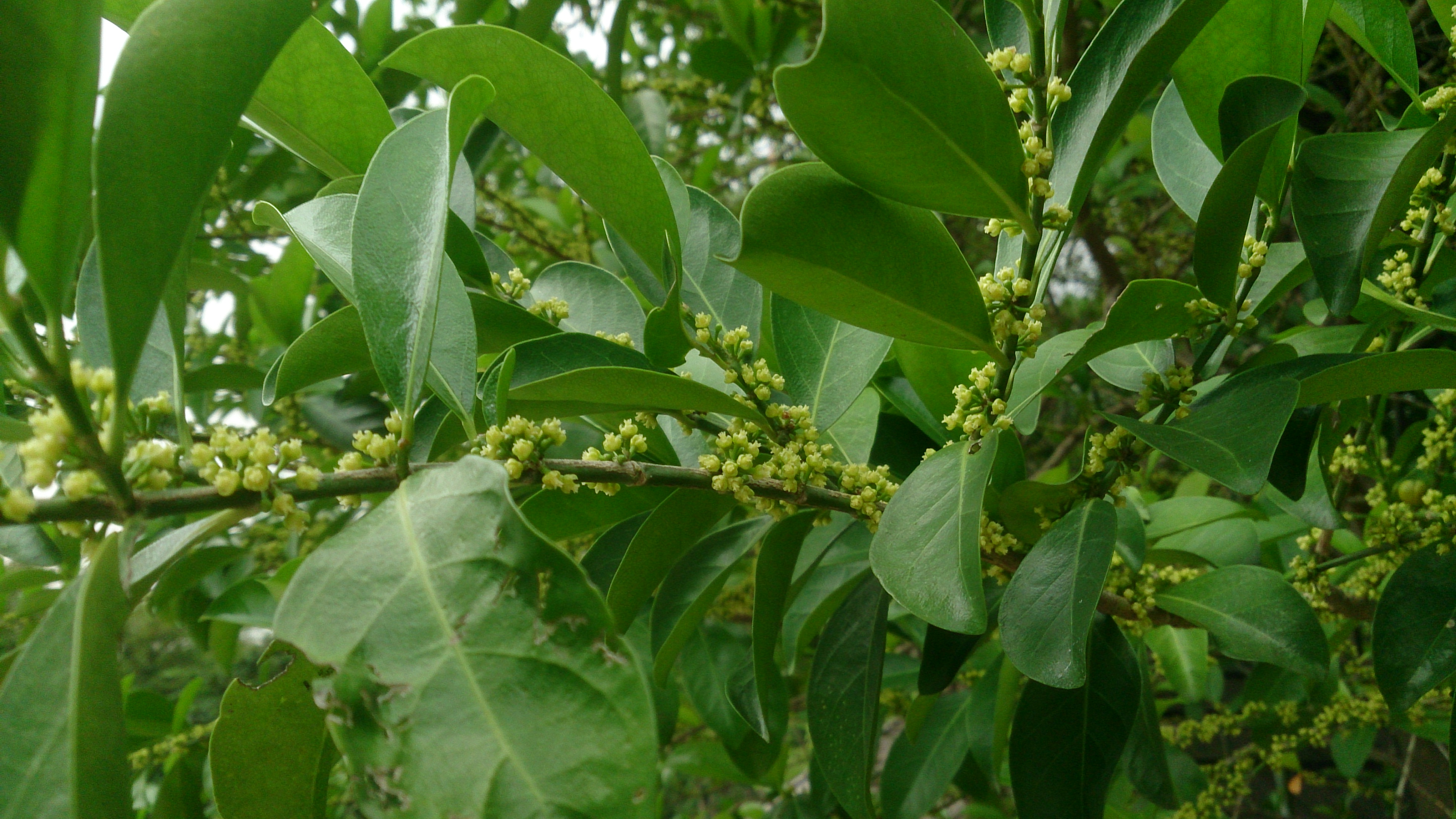